# Boswellia
Boswellia is een geslacht uit de familie Burseraceae. De soorten komen voor in droge gebieden in de Hoorn van Afrika, het Arabisch Schiereiland en India. Het geslacht staat bekend om de geurige hars die sommigen soorten leveren, olibanum geheten. Deze hars wordt gebruikt in wierook, parfums en cosmetica. 

## Soorten (selectie)
- B. ameero Balf.f.
- B. boranensis Engl.
- B. bricchettii (Chiov.) Chiov.
- B. bullata Thulin
- B. chariensis Guillaumin
- B. dalzielii Hutch.
- B. dioscoridis Thulin
- B. elegans Engl.
- B. elongata Balf.f.
- B. frereana Birdw.
- B. globosa Thulin
- B. hildebrandtii Engl.
- B. holstii Engl.
- B. madagascariensis Capuron
- B. microphylla Chiov.
- B. multifoliolata Engl.
- B. nana Hepper
- B. neglecta S.Moore
- B. odorata Hutch.
- B. ogadensis Vollesen
- B. ovalifoliolata N.P.Balakr. & A.N.Henry
- B. papyrifera (Del.) Hochst.
- B. pirottae Chiov.
- B. popoviana Hepper
- B. rivae Engl.
- B. ruspoliana Engl.
- B. sacra Flueck.
- B. serrata Roxb. ex Colebr.
- B. socotrana Balf.f.

Aucoumea · 
Beiselia · 
Boswellia · 
Bursera · 
Canarium · 
Commiphora · 
Crepidospermum · 
Dacryodes · 
Garuga · 
Haplolobus · 
Pachylobus · 
Protium · 
Santiria · 
Scutinanthe · 
Tetragastris · 
Trattinnickia · 
Triomma